# Impulse Control
Impulse Control is de veertiende aflevering van het tiende seizoen van de televisieserie ER, die voor het eerst werd uitgezonden op 12 februari 2004.

## Verhaal
Taggart behandelt de moeder van een gezin dat bij een auto-ongeluk betrokken was. Tevens behandelt zij een tiener die zwanger is. Zij blijkt ook uitgeleend te worden door haar vriend aan zijn vrienden. Wanneer zij dr. Morris ziet stikken in een frietje twijfelt zij geen moment en voert bij hem een heimlichmanoeuvre uit, wat zijn leven redt. Na haar werk zit zij alleen thuis, dit omdat Alex bij zijn vriendje slaapt, en zij besluit dan dr. Kovac op te zoeken. Hun avond eindigt met een vrijpartij in bed. 
Dr. Carter laat Kem Chicago zien. Wanneer zij bij een groot herenhuis aankomen, bekent hij dat hij dit huis voor hen heeft gekocht. Aan het einde van de dag moet hij helaas weer van Kem afscheid nemen. Zij gaat weer voor een korte tijd terug naar Congo.
De SEH wordt bezocht door een personeelsadviseur die de werkwijze van het personeel moet observeren, dit nadat er over hen veel klachten zijn binnengekomen. 

## Rolverdeling

### Hoofdrollen
- Noah Wyle - Dr. John Carter
- Mekhi Phifer - Dr. Gregory Pratt
- Goran Višnjić - Dr. Luka Kovac
- Sherry Stringfield - Dr. Susan Lewis
- Sharif Atkins - Dr. Michael Gallant
- Laura Innes - Dr. Kerry Weaver
- Scott Grimes - Dr. Archie Morris
- Linda Cardellini - verpleegster Samantha 'Sam' Taggart
- Oliver Davis - Alex Taggart
- Yvette Freeman - verpleegster Haleh Adams
- Brian Lester - ambulancemedewerker Brian Dumar
- Parminder Nagra - Neela Rasgrota
- Maura Tierney - Abby Lockhart
- Thandie Newton - Makemba 'Kem' Likasu
- Troy Evans - Frank Martin

### Gastrollen (selectie)
- Marin Hinkle - Kathy
- Richard Kline - personeelsadviseur
- Coburn Hartsell - Dean
- F.J. Rio - Miguel Rivas
- Rheagan Wallace - Layla Dering
- J.K. Simmons - Gus Loomer
- Rengin Altay - Kitty
- Matt Barr - Billy
- Sumalee Montano - Duvata Mahal